# John Brown (médecin)
Pour les articles homonymes, voir John Brown (homonymie) et Brown.

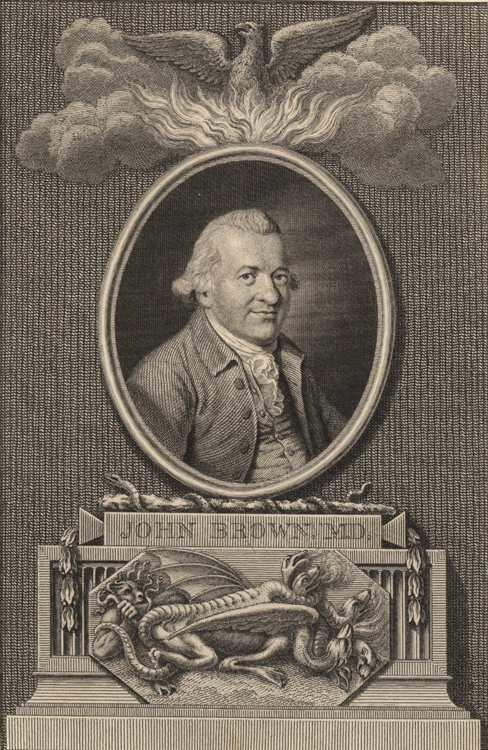
John Brown (docteur).

John Brown (13 novembre 1735 - Londres 17 octobre 1788), médecin écossais, né à Lintlaws ou à Preston, Berwickshire.  Il est le fondateur d'un système médical vitaliste, le Brownisme, qui a connu un fort succès en son temps (tournant du XVIIIe siècle au XIXe siècle), surtout en Italie, en Allemagne et en Amérique, et qui a influencé  François Broussais. 

## Biographie
Fils d'un pauvre journalier, destiné à apprendre le tissage, il apprend si vite que ses parents l'envoient à l'école de latin. Il obtient rapidement un poste de    sous-maître (instituteur auxiliaire) dans une école à Duns pour pouvoir vivre.  A 19 ans, il est précepteur et se fait une bonne réputation par ses cours et sa pratique. Il se voue à la théologie puis à la médecine. Il étudie alors à Édimbourg où il se fait remarquer par son assiduité et ses dons. Il fait ainsi la connaissance de William Cullen, professeur de chimie et de médecine, qui le prend sous sa protection.
En 1765, Brown fonde un internat pour jeunes médecins. Il est doué et ambitieux, mais désordonné : il mène une vie si déréglée et licencieuse qu'il fait faillite en quelques années. Cullen lui apporte son aide en le faisant précepteur de ses enfants. Cette amitié dura jusqu'en 1770.
Entretemps, Brown devient professeur associé. Durant cette période, il développe sa théorie. Toutefois, il retombe dans ses travers : ses mœurs scandalisent et ses dettes augmentent jusqu'à le conduire en prison.  Licencié pour inconduite, il s'installe à Londres en 1786 où il meurt deux ans plus tard dans une misère profonde.

## Œuvres

### Doctrine
Elle contient des éléments provenant d'Albrecht von Haller (irritabilité et sensibilité du vivant liées aux muscles et aux nerfs) et de William Cullen (spasme et atonie des fibres nerveuses).
John Brown appartient au courant vitaliste, considérant que ni la chimie, ni la physique ne peuvent expliquer la vie. Les êtres vivants sont dotés d'une force vitale que ne possèdent pas les êtres inanimés. Selon Brown, la propriété fondamentale de cette force vitale est l'excitabilité (le terme exact de Brown est incitabilitas ). La vie est appréhendée comme le résultat de stimulations externes sur un corps organisé de façon telle qu'il est « forcé de réagir ».  La vie est un état forcé qui a sans cesse besoin d'un stimulus pour être, un état ambivalent dont l'entretien est en même temps un épuisement. 
Cette excitabilité s'exprime dans un couple de contraires sthénie/asthénie ou hyper-/hypotonie. Enfin, Brown énonce un principe d'identité des processus physiologiques et pathologiques,.
Dans ses Elementa Medicinae (1780), Brown insiste donc sur le caractère unitaire des maladies qui, sous une infinie variété de formes, se réduisent en fait en une seule maladie, celle de l'excitabilité.  Il exposait ainsi un nouveau système de médecine, le Brownisme (en anglais Brunonianism), qui remporta en son temps un grand succès et de nombreux adeptes connus sous le nom de brownistes. 

### Pratique
Brown envisage un système de mesure, sorte de « thermomètre de l'excitabilité », calibré selon une échelle arithmétique allant de 0 (asthénie extrême, corps en mort apparente sans réactions) à 80 (surexcitation mortelle), 40 étant le point de santé parfaite. La maladie étant ainsi quantifiée, la mesure indiquait d'elle-même le médicament (sédatif ou stimulant, par exemple opiacé ou alcool) et son dosage.  
Toutefois, dans le cas d'une excitabilité trop restreinte, Brown conseille de procéder très prudemment, par exemple une personne en état d'inanition ne doit être réalimentée que par petites quantités, ou que des membres gelés ne doivent pas être approchés du feu, mais d'abord frottés avec de la neige.
Cette médecine a été considérée comme géniale, ou du moins ayant la vertu de la simplicité, ou encore comme expéditive. Elle ne rencontra qu'un accueil mitigé en France et en Angleterre, mais elle a inspiré François Broussais. En revanche, elle fut adoptée avec enthousiasme en Italie par Giovanni Rasori, en Allemagne par Joseph Frank (1771-1841) (fils de Johann Peter Frank), et en Amérique par Benjamin Rush.
Après la Révolution Française, le Brownisme s'est retrouvé associé au jacobinisme européen.  Il se diffuse ainsi parmi les médecins sympathisants de la Révolution en Italie et en Allemagne en lutte pour leur liberté politique et culturelle, critiquant tous les systèmes traditionnels y compris médicaux. En Amérique, le médecin Benjamin Rush est aussi un des pères fondateurs des États-Unis.

## Ouvrages
- Elementa medicinæ,  Édimbourg, 1780 ; édition augmentée, 1784 ;  en anglais, Londres, 1788 ; en italien, Milan, 1792 ; en allemand, Vienne, 1796 ; de l'italien en français, par Bertin, Paris 1798, du latin en français par Fouquier, Paris, 1805.